# Edytor kodu źródłowego
Edytor kodu źródłowego – program komputerowy wspomagający pisanie kodu źródłowego. Rozpoznaje i wyróżnia składnie (np. poprzez nadawanie koloru czy kroju czcionki) i zapisuje w odpowiednim formacie. Często ma dodatkowe funkcję jak: autouzupełnianie kodu, możliwość pisania makr itp. Może stanowić samodzielny program lub być częścią zintegrowanego środowiska programistycznego. 
Popularne edytory programistyczne:
- Vim
- Emacs
- Notepad++
- Sublime Text
- Visual Studio Code